# Anopheles halophylus
Anopheles halophylus is een muggensoort uit de familie van de steekmuggen (Culicidae). De wetenschappelijke naam van de soort is voor het eerst geldig gepubliceerd in 2002 door Silva do Nascimento & Lourenço-de-Oliveira.